# Костюченко Олег Євгенович
Костюченко Олег Євгенович — радянський, український художник театру і кіно.

## З життєпису
Народився 15 січня 1930 у м. Харків в родині службовця. Закінчив Харківське художнє училище (1952) і Харківський художній інститут (1958).
Працював головним художником Харківської студії телебачення, художником-постановником Харківського театру ім. Т. Г. Шевченка і Театру юного глядача.
З 1968 р. — художник-постановник студії «Укртелефільм».
Оформив стрічки: «Вогненний поїзд», «Учитель», «Поет», «Остання надія» — на Харківській студії телебачення; на кіностудії ім. О. П. Довженка — «В'язні Бомона» (1970), на «Укртелефільмі» — «Троїсті музики» (Приз V Всесоюзного фестивалю телефільмів, Ташкент, 1973), «Пізнай себе» (Золота медаль Міжнародного кінофестивалю медичних фільмів, Варна, 1973), «Перший шторм» (1972), «Вогнище на снігу» (1973), «У неділю рано зілля копала» (1974), «Кохання і долари» (1975), «Невідомий, якого знали всі» (1976), «Вірність», «Хто за? Хто проти?» (1977), «Наталка Полтавка» (1978), «„Мерседес“ втікає від погоні» (1980), «Фауст» (1982, фільм-опера), «Мистецтво подобатись жінкам» (1988), «Гори димлять» (1989) та ін.
Був членом Спілки кінематографістів України.
Помер 23 грудня 1990 в Києві.